# 生物再生生命保障系统
生物再生生命保障系统（Bioregenerative Life Support System，BLSS），早期於中國大陸地區称之为受控生态生命保障系统（Controlled Ecological Life Support System，CELSS），但是CELSS实际上是美国的一个BLSS地基实验系统的名称。BLSS是基于生态系统原理将生物技术与工程控制技术有机结合，构建由植物、动物、微生物组成的人工生态系统。作为最先进的生命保障系统技术，水和食物这些人类生活所必需的物质可在系统内循环再生，并为了持续长时期的太空探索中的乘员提供类似于地球生物圈的生态环境。人进入这个人工生态系统中，成为生态系统的消费者链环同时发挥控制者的功能，构成人工的封闭生态系统（Man-made Closed Ecological Systems, MCES）。

## 参阅
- 生命保障系统
- MELiSSA（英语：MELiSSA）
- 封闭生态系统
- BIOS-3
- 生物圈二号
- 月宫一号